# François Monsarrat
Pour les articles homonymes, voir Monsarrat.
François Monsarrat, né le 12 septembre 1900 à Verdalle où il est mort le 26 octobre 1972, est un homme politique français.

## Biographie
Il est nommé secrétaire du Conseil de la République le 6 octobre 1955.

## Détail des fonctions et des mandats
Mandat parlementaire
- 18 mai 1952 - 1er octobre 1968 : Sénateur du Tarn

Mandats locaux
- 1956-1971 : Conseiller général du canton de Dourgne
- 1929-1941 : Maire de Verdalle
- 1944-1972 : Maire de Verdalle